# یوری سالنیکوف
یوری سالنیکوف (انگلیسی: Yuri Salnikov؛ زادهٔ ۶ ژوئن ۱۹۵۰) سوارکار اهل اتحاد جماهیر شوروی سوسیالیستی بود.